# Tausche Firma gegen Haushalt
Tausche Firma gegen Haushalt ist eine deutsche Filmkomödie von Karen Müller aus dem Jahr 2003 mit Axel Milberg und Christine Neubauer in den Hauptrollen.

## Handlung
Bernd Lackner ist ein erfolgreicher Architekt und viel unterwegs. Seine Kinder Alex (17), Nicki (15) und Laura (12) sind enttäuscht, dass er immer weniger Zeit für sie findet. Stets finden sich Gründe, warum er seine Versprechungen ihnen gegenüber nicht halten kann. Zu allem Überfluss kommt er zum Geburtstag seiner Tochter viel zu spät und verspricht ihr ein Pferd als Geschenk. Das geht wiederum seiner Frau Katrin zu weit, denn eigentlich sollte er nur einen Gutschein zum Besuch eines Reiterhofes besorgen. Aber auch seine große Tochter Nicki ist beleidigt, dass Laura so ein großes Geschenk bekommen soll. Daraufhin verspricht ihr Bernd, am Abend mit ihr essen zu gehen – nur sie zwei.
Doch auch in Bernds Firma läuft nichts mehr so wie es sollte. Gerade droht ein Geschäft mit Walter Ricken zu platzen, da die Pläne für das Projekt angeblich verschwunden sind. Katrin bietet ihm an im Büro mitzuhelfen, da auch sie Architektin ist und den Beruf nur der Familie zuliebe aufgegeben hat. Außerdem hat sie das Architekturbüro mit ihm gemeinsam gegründet. Bernd ist jedoch der Meinung, er schaffe das schon allein. Aber trotz seines Organisationstalentes geht immer öfter etwas schief. Als er mit Nicki essen geht, fällt ihm ein, dass er auch mit Ricken verabredet ist, und versucht nun die Verabredungen parallel zu meistern. Zum Glück ist seine Assistentin Sonja mit dabei, sodass Ricken nie ganz allein zurückbleiben muss, wenn Bernd von einem Lokal zum anderen eilt. Doch gerade das versteht Nicki falsch, als sie ihrem Vater folgt und ihn mit einer anderen Frau sieht. Zu allem Unglück gerät Bernd auf die Damentoilette und wird dort von einer couragierten Dame außer Gefecht gesetzt. Er berichtet Katrin von seinem verpatzten Abend, was in einem Streitgespräch endet, wer die schwierigere Arbeit zu meistern hat. So wetten beide, dass keiner in der Lage wäre, den Job des anderen zu machen. Schon am nächsten Tag soll der Rollentausch beginnen. Während Katrin schon auf dem Weg ins Büro ist, hat Bernd Sorge, die Kinder aus den Betten zu bekommen. Die sind außerdem nicht sehr begeistert, dass ihr Vater den Haushalt schmeißen soll.
Bernd informiert seine Angestellten und ist davon überzeugt, dass Katrin es höchstens vierzehn Tage aushalten wird und ihn dann hilferufend zurückholen wird. Sie bemerkt allerdings sofort, dass der Auftrag für Rickens Hotel schon mächtig überfällig ist, und stürzt sich gleich an die Pläne. Bernd hingegen versengt beim Versuch zu bügeln sein Hemd und auch mit der Wäsche stimmt am Ende gar nichts. Um alles richtig zu organisieren, stellt er einen Haushaltsplan auf. Trotzdem kriegt er die Arbeiten nicht fertig und so versucht er das Essen fertig zu kaufen und auch Putzhilfen einzustellen. Da nun das Haushaltsgeld nicht reicht, lässt er sich heimlich einen Zuschuss aus der Firmenkasse geben, was seine Assistentin Sonja für ihn erledigt. Über sie lässt Bernd sich auch über das Geschehen in der Firma auf dem Laufenden halten. So muss er feststellen, dass seine Frau alles sehr gut im Griff hat und sie sogar verloren geglaubte Aufträge wieder zurückholen kann. Selbst Walter Ricken ist begeistert von ihr.
Der Kontakt zu seinen Kindern ist weniger erfreulich als er dachte, da er sich nun zu viel in ihr Leben drängt, aber trotzdem bei wichtigen Problemen nicht zuhört. Da ihnen aber nicht entgangen ist, dass ihr Vater und Sonja ein Geheimnis haben, setzen sie ihn mit ihrem Wissen unter Druck. Sie wollen, dass er seine Pflichten als Hausmann selber erledigt, und er verspricht sich zu bessern. Entsprechend schmeckt das erste Selbstgekochte nicht gerade toll. Da ihm die Kinder bei den Arbeiten helfen, hat er Zeit ihnen wirklich zuzuhören und auch Spiele zu spielen. Entsprechend entwickelt sich die Beziehung zwischen ihnen sehr gut.
Katrin ist indessen in der Firma sehr eingespannt und lässt sich sogar von Ricken ausführen. Eines Tages entdeckt sie, dass Geld in der Firmenkasse fehlt und stellt Sonja zur Rede. Dabei erfährt sie, dass Bernd damals dachte, das Büro ginge sowieso pleite. Das wertet Katrin als Vertrauensbruch ihr gegenüber und streitet sich mit Bernd derart, dass er das Haus verlässt und Alex ihn in der WG seiner Freunde unterbringt. Da Katrin aber weiter viel im Büro zu tun hat, sind die Kinder auf sich allein gestellt. Sie vermissen ihren Vater und er merkt, wie sehr ihm seine Familie und auch Katrin fehlen. Deshalb kümmert er sich tagsüber heimlich um den Haushalt und verschwindet rechtzeitig, bevor Katrin abends aus dem Büro kommt. Katrin lobt den Einsatz ihrer Kinder, die alles so perfekt im Griff zu haben scheinen. Allerdings fallen ihr immer öfter die liebevollen Zeichen auf, die Bernd hinterlässt. So faltet er sorgsam die Unterwäsche nach dem Waschen oder legt ihr ein Schokoladenherz auf das Kopfkissen.
Als sie eines Tages unerwartet früher aus dem Büro zurückkommt, überrascht sie Bernd beim Bügeln und erfährt so, dass er seit Tagen alle Arbeiten im Haus erledigt. Sie gestehen sich gegenseitig ein, dass einer dem anderen fehlt. Daraufhin versöhnen sie sich endlich und Bernd zieht zurück zu seiner Familie.

## Produktionsnotizen
Tausche Firma gegen Haushalt wurde am 30. Mai 2003 zur Hauptsendezeit im Ersten erstausgestrahlt.
Am 30. September 2005 wurde der Film unter dem Titel Nur wunderbare Männer – Tausche Firma gegen Haushalt auf DVD veröffentlicht.

## Kritik
Rainer Tittelbach von tittelbach.tv schreibt: „Tausche Firma gegen Haushalt ist eine typische Degeto-Produktion. Ein Familienfilm, der keinem weh tut. Der Geschlechterkampf wird hier ganz entgegen der Scheidungsquote ausgefochten in der Hoffnung, dass am Ende die Einschaltquote wenigstens stimmt. Das einzig Mutige an diesen Filmchen ist, dass es anders als die kommerziellen TV-Movies auf den Dauerbeschuss des Zuschauers mit Liebe, Scheidung, Tod und allen erdenklichen Konflikten verzichtet und statt dessen aus dem ganz normalen Alltag ihr Handlungspotenzial schöpft. Da knallt nichts, da plätschert es nur 90 Minuten im Seichten dahin.“
Für den film-dienst ist Tausche Firma gegen Haushalt eine „turbulente (Fernseh-)Liebes- und Ehekomödie, die Rollenklischees hinterfragen und spielerisch illustrieren will, dass auch Frauen ihren Mann stehen können.“
Kino.de meint, dass „die Geschichte von Autor Julius Grützke in der großen Linie vorhersehbar“ ist. „Trotzdem findet er immer wieder einen Dreh, der seiner Handlung eine neue Wendung gibt. Sehr schön wird zum Beispiel das Verhältnis zwischen Vater Bernd und seinem Nachwuchs geschildert. Bei Axel Milberg und Christine Neubauer macht das Zuschauen ohnehin Spaß, doch auch die Darsteller der Kinder (Adrian Topol, Sarah Alles, Roxanne Borski) überzeugen. Mitunter ein wenig ungelenk und gelegentlich auch nicht temporeich ist allein die Inszenierung durch Karen Müller, was man angesichts so mancher boshafter Dialogzeile aber gut verschmerzen kann.“
Die TV Spielfilm vergibt die bestmögliche Wertung (Daumen nach oben) und schreibt: „Sympathische Darsteller und solider Humor machen die Komödie zum angenehmen Spaß.“ und zog als Fazit: „Frau-TV: Ein Macho wird ganz klein mit Hut“.